# Édouard de Carteret (1665-1683)
Ne doit pas être confondu avec Édouard de Carteret (1630-1703).
Édouard de Carteret, né le 17 février 1620 au manoir de La Trinité à Jersey et mort en 1683, est un bailli de Jersey. 

## Biographie
Édouard de Carteret est un membre de la puissante famille Carteret. Il est le fils cadet du lieutenant-bailli Josué Carteret et de Jeanne Hérault, fille du recteur de Saint-Clément, Édouard Hérault.
Durant la Guerre civile anglaise, il partit avec George Carteret à Paris en 1649 pour organiser la visite du futur Charles II d'Angleterre à Jersey. En 1651, il se rendit aux adversaires de Charles II lors du siège du château Elizabeth, puis il partit en exil avec Charles II, à Paris, puis à Cologne, Bruges, Bruxelles.
En 1660, après la Restauration, George Carteret fait partie de l'escorte de Charles II de retour à Londres. George est alors nommé Vice-Chambellan, Baronet Carteret de Hawnes et Lord Trésorier de l'Amirauté. Édouard de Carteret obtient un poste à la Cour du roi et devient chevalier. En 1665, il prête serment comme bailli de Jersey.
Sa charge de conseiller à la Cour royale de Londres le retient loin de Jersey. Aussi il choisit des lieutenants-baillis pour le représenter afin de suppléer à sa fonction de bailli. Ainsi trois lieutenants-baillis vont se succéder durant son mandat de bailli de Jersey. Jean Pipon, Jean Poingdestre et Philippe Le Geyt se succéderont comme baillis par intérim.
En 1682, il démissionna pour des raisons de santé, en faveur de son gendre, Philippe de Carteret IV, qui avait épousé sa fille Elisabeth. Édouard de Carteret meurt un an plus tard en 1683.